# Geobukseon
Geobukseon lub Kŏbuksŏn (kor. 거북선), znany również jako „okręt-żółw” – typ okrętu wojennego, używany przez Królewską Marynarkę Wojenną koreańskiej dynastii Joseon od XV do XIX wieku. Za prototyp pancernika uchodzi statek, użyty przez flotę koreańską w czasie japońskiej inwazji w roku 1592.

## Powstanie okrętu
Oficjalnie za twórcę tego okrętu uchodzi sam głównodowodzący floty koreańskiej z czasów wojny japońsko-koreańskiej (1592–1598), admirał Yi Sun-sin (1545–1598). Admirał Yi jest bohaterem narodowym Korei. Dzięki jego taktycznym zdolnościom zadano japońskiej flocie duże straty, co w efekcie walnie przyczyniło się do klęski Cesarstwa w tej wojnie. Spektakularne sukcesy na morzu flota królestwa Joseon zawdzięczała przede wszystkim użyciu geobukseonów.
Jednak prawdopodobnie główną rolę w ich zbudowaniu odegrał słynny uczony i konstruktor, Na Daeyong. Wspólnie z Yi Sun-sinem (także pisownia Yi Sun-shin) unowocześnił on istniejące wcześniej, bo już w XV wieku plany i zbudował prototyp, którego wodowanie i próbny rejs miał miejsce w kwietniu 1592 roku, zaledwie kilka tygodni przed japońską inwazją.

## Budowa
W chwili japońskiego ataku we flocie koreańskiej pływały zaledwie trzy „okręty-żółwie”. Po raz pierwszy wykorzystano je w bitwie na północ od wyspy Namhae, pod koniec czerwca 1592 roku. Geobukseon pomyślany był od początku jako okręt ofensywny. Jego długość w górnej części dochodziła do 37 m (w dolnej części do 20 m), szerokość do 8,5 m (w dolnej części 4,5 m), a wysokość do 3,65 m. Kadłub wzorowano na konstrukcji istniejących statków handlowych i okrętów wojennych.
Za model służyła tradycyjna płaskodenna barka bez stępki. Pokład umieszczano na wysokości około 2,5 m; znajdowały się na nim stanowiska dla minimum 20 wioślarzy (po dziesięć stanowisk na burcie), pracujących na dwie zmiany. Wiosła, innego kształtu niż europejskie, specjalnie profilowano, co pozwalało uzyskiwać większe prędkości, a także – podobno – przy odpowiednim użyciu wywołać falę, zdolną wywrócić statek przeciwnika.
W burtach znajdowały się otwory na 12 dużych dział i 22 mniejszych. Kamienne i metalowe pociski różnego kalibru pozwalały razić wroga na odległość dochodzącą nawet do 4 km. Dodatkowe działka znajdowały się na rufie i dziobie, oraz w głowie wieńczącego dziób żółwia, od którego statek wziął swą nazwę. Nad statkiem powiewała bandera z chińskim znakiem oznaczającym żółwia. W późniejszym okresie pojawiły się statki z wizerunkiem głowy smoka lub demona.
Na pokładzie znajdowały się 24 przedziały (12 po każdej stronie), z których trzy służyły jako zbrojownie i magazyny amunicji, dwa zaś – jako składy narzędzi oraz kajuty dla wypoczywających wioślarzy i załogi. Pomieszczenie dla kapitana znajdowało się z lewej strony górnego pokładu, z prawej zaś usytuowano pomieszczenie dla oficerów.
Załogę, liczącą do 160 osób, wyposażano w: szable, pałasze, muszkiety i łuki, a także bosaki i kotwice służące do abordażu obcych jednostek.

## Wartość bojowa i rola okrętów w wojnie japońsko-koreańskiej 1592–1598
Zaletami geobukseonów była ochrona załogi uzyskana dzięki pancerzowi, wiosła – uniezależniające od siły wiatru – oraz siła ognia. Główne wady stanowiły powolność i mała zwrotność, spowodowane zbyt ciężką w stosunku do kadłuba budową nadburcia, co utrudniało manewrowanie. Te niedoskonałości nie przeszkadzały jednak w odnoszeniu spektakularnych zwycięstw nad liczebniejszą flotą japońską. Najsłynniejsze zwycięstwa Koreańczycy odnieśli w 1592 roku pod Okp’o, w czerwcu pod Dangpo, Hansan i Busan, zatapiając, uszkadzając lub przejmując ponad 200 wrogich jednostek.
W tym samym czasie flota koreańska straciła zaledwie jednego wiceadmirała i kilkudziesięciu marynarzy, nie tracąc żadnego okrętu. Przewaga na morzu pozwoliła zablokować drogę japońskim posiłkom, zmierzającym na kontynent i ostatecznie – wypędzić agresorów z Półwyspu Koreańskiego.

## Współczesne próby rekonstrukcji
Mimo podejmowanych wcześniej prób, dopiero w 1979 roku dokonano udanej rekonstrukcji geobukseonu, którego kopię naturalnej wielkości można obecnie zwiedzać w dawnej bazie morskiej Yi Sun-sina, mieście Yeosu w prowincji Gyeongsang Południowy.